# Шенквиці
Шенквиці (словац. Šenkvice) — село, громада округу Пезінок, Братиславський край, південно-західна Словаччина, Малокарпатський регіон. Кадастрова площа громади — 24,81 км².
Населення 5026 осіб (станом на 31 грудня 2017 року).

## Історія
Шенквиці згадується в 1256 році.

## Географія
Протікає Грушковий потік.

## Населення
| Рік:            | 1994. | 2004.   | 2014.   | 2024.    |
| --------------- | ----- | ------- | ------- | -------- |
| Кількість осіб: | 4000  | 4327    | 4645    | 5338     |
| Різниця:        |       | +8,17 % | +7,34 % | +14,91 % |

| Рік:            | 2023. | 2024.   |
| --------------- | ----- | ------- |
| Кількість осіб: | 5352  | 5338    |
| Різниця:        |       | -0,26 % |